# Hervormde kerk (Bleskensgraaf)
De Hervormde kerk van Bleskensgraaf is de grootste kerk van de plaats Bleskensgraaf, in de Nederlandse gemeente Molenlanden. Het door de architect G. van Hoogevest ontworpen gebouw werd in 1948 in gebruik genomen na een Duits bombardement in 1940. Het orgel stamt uit 1972. De kerk is in gebruik bij de plaatselijke Hervormde Gemeente, die is gelieerd aan de stroming van de  Gereformeerde Bond.